# Championnats du monde d'aviron 2011
Navigation
Karapiro 2010 Plovdiv 2012
Les championnats du monde d'aviron 2011 se sont déroulés sur le lac de Bled, en Slovénie, du 28 août au 4 septembre 2011. 
Les championnats du monde annuels organisés par la Fédération internationale des sociétés d'aviron (FISA) se tiennent généralement à la fin de l'été dans l'hémisphère nord. En année non-olympique, les championnats du monde constituent l'évènement le plus important de la saison internationale, et, un an avant les Jeux olympiques d'été de 2012 à Londres, en sont l'épreuve qualificative.

## Podiums

### Hommes
| Épreuves                           | Or | Or            | Argent | Argent        | Bronze | Bronze        |
| ---------------------------------- | --- | ------------- | --- | ------------- | --- | ------------- |
| Skiff M1x                          | Nouvelle-Zélande Mahé Drysdale | 6 min 39 s 56 | Tchéquie Ondřej Synek | 6 min 40 s 05 | Royaume-Uni Alan Campbell | 6 min 44 s 86 |
| Skiff poids légers LM1x            | Danemark Henrik Stephansen | 6 min 54 s 73 | Italie Pietro Ruta | 7 min 01 s 54 | Nouvelle-Zélande Duncan Grant | 7 min 03 s 30 |
| Deux de couple M2x                 | Nouvelle-Zélande Nathan Cohen Joseph Sullivan | 6 min 10 s 76 | Allemagne Hans Gruhne Stephan Krüger | 6 min 10 s 82 | France Cédric Berrest Julien Bahain | 6 min 14 s 31 |
| Deux de pointe M2-                 | Nouvelle-Zélande Eric Murray Hamish Bond | 6 min 14 s 77 | Royaume-Uni Pete Reed Andrew Triggs Hodge | 6 min 16 s 27 | Italie Niccolò Mornati Lorenzo Carboncini | 6 min 21 s 33 |
| Deux de pointe avec barreur M2+    | Italie Vincenzo Capelli Pierpaolo Frattini Niccolò Fanchi                                                                                           | 6 min 56 s 45 | Australie William Lockwood James Chapman David Webster                                                                                                   | 6 min 58 s 20 | Canada Kevin Light Steve van Knotsenburg Brian Price                                                                                                   | 7 min 00 s 76 |
| Deux de couple poids légers LM2x   | Royaume-Uni Zac Purchase Mark Hunter | 6 min 18 s 67 | Nouvelle-Zélande Storm Uru Peter Taylor | 6 min 19 s 01 | Italie Lorenzo Bertini Elia Luini | 6 min 21 s 33 |
| Deux de pointe poids légers LM2-   | Royaume-Uni Peter Chambers Kieren Emery | 6 min 27 s 59 | Italie Luca De Maria Armando Dell'Aquila | 6 min 29 s 07 | Allemagne Bastian Seibt Lars Wichert | 6 min 29 s 19 |
| Quatre de couple M4x               | Australie Christopher Morgan James McRae Karsten Forsterling Daniel Noonan                                                                          | 5 min 39 s 31 | Allemagne Karl Schulze Philipp Wende Lauritz Schoof Tim Grohmann                                                                                         | 5 min 39 s 56 | Croatie David Šain Martin Sinković Damir Martin Valent Sinković                                                                                        | 5 min 42 s 82 |
| Quatre de pointe M4-               | Royaume-Uni Matthew Langridge Richard Egington Tom James Alex Gregory                                                                               | 5 min 55 s 18 | Grèce Stergios Papachristos Ioannis Tsilis Georgios Tziallas Ioannis Christou                                                                            | 5 min 57 s 20 | Australie Samuel Loch Drew Ginn Nicholas Purnell Joshua Dunkley-Smith                                                                                  | 5 min 58 s 44 |
| Quatre de couple poids légers LM4x | Italie Francesco Rigon Daniele Gilardoni Franco Sancassani Stefano Basalini                                                                         | 6 min 00 s 95 | Allemagne Michael Wieler Stefan Wallat Jonas Schuetzeberg Ingo Voigt                                                                                     | 6 min 01 s 08 | Danemark Steffen Jensen Martin Batenburg Christian Nielsen Hans Christian Soerensen                                                                    | 6 min 02 s 81 |
| Quatre de pointe poids légers LM4- | Australie Anthony Edwards Samuel Beltz Benjamin Cureton Todd Skipworth                                                                              | 5 min 55 s 10 | Italie Daniele Danesin Andrea Caianiello Marcello Miani Martino Goretti                                                                                  | 5 min 56 s 33 | Royaume-Uni Richard Chambers Chris Bartley Paul Mattick Rob Williams                                                                                   | 5 min 57 s 33 |
| Huit M8+                           | Allemagne Gregor Hauffe Andreas Kuffner Eric Johannesen Maximilian Reinelt Richard Schmidt Lukas Müller Florian Mennigen Kristof Wilke Martin Sauer | 5 min 28 s 81 | Royaume-Uni Nathaniel Reilly-O'Donnell Cameron Nichol James Foad Alex Partridge Mohamed Sbihi Gregory Searle Tom Ransley Daniel Ritchie Phelan Hill      | 5 min 30 s 83 | Canada Gabriel Bergen Andrew Byrnes Jeremiah Brown Douglas Csima Malcolm Howard Conlin McCabe Robert Gibson Will Crothers Brian Price                  | 5 min 31 s 18 |
| Huit poids légers LM8+             | Australie Thomas Bertrand Ross Brown Blair Tunevitsch Thomas Gibson Alister Foot Roderick Chisholm Nicholas Baker Darryn Purcell David Webster      | 5 min 44 s 57 | Italie Luigi Scala Fabrizio Gabriele Davide Riccardi Gianluca Santi Livio La Padula Catello Amarante II Jiri Vlcek Giorgio Tuccinardi Gianluca Barattolo | 5 min 44 s 73 | Danemark Lasse Dittmann Daniel Graff Anders Hansen Jens Vilhelmsen Thorbjoern Patscheider Jacob Larsen Christian Pedersen Martin Kristensen Emil Blach | 5 min 46 s 75 |

### Femmes
| Épreuves                           | Or | Or            | Argent | Argent        | Bronze | Bronze        |
| ---------------------------------- | --- | ------------- | --- | ------------- | --- | ------------- |
| Skiff W1x                          | Tchéquie Mirka Knapková | 7 min 26 s 64 | Biélorussie Ekaterina Karsten | 7 min 28 s 68 | Nouvelle-Zélande Emma Twigg | 7 min 30 s 68 |
| Skiff poids légers LW1x            | Brésil Fabiana Beltrame | 7 min 44 s 58 | Suisse Pamela Weisshaupt | 7 min 48 s 24 | Allemagne Lena Müller | 7 min 50 s 44 |
| Deux de couple W2x                 | Royaume-Uni Anna Watkins Katherine Grainger                                                                                          | 6 min 44 s 73 | Australie Kerry Hore Kim Crow | 6 min 45 s 98 | Nouvelle-Zélande Fiona Paterson Anna Reymer | 6 min 46 s 74 |
| Deux de pointe W2-                 | Nouvelle-Zélande Juliette Haigh Rebecca Scown                                                                                        | 6 min 58 s 16 | Royaume-Uni Helen Glover Heather Stanning | 6 min 58 s 24 | Australie Sarah Tait Kate Hornsey | 7 min 03 s 98 |
| Deux de couple poids légers LW2x   | Grèce Christína Yiazitzídou Alexandra Tsiavou                                                                                        | 6 min 59 s 80 | Canada Lindsay Jennerich Patricia Obee | 7 min 03 s 46 | Royaume-Uni Hester Goodsell Sophie Hosking | 7 min 04 s 33 |
| Quatre de couple W4x               | Allemagne Julia Richter Tina Manker Stephanie Schiller Britta Oppelt                                                                 | 6 min 18 s 37 | États-Unis Stesha Carle Natalie Dell Adrienne Martelli Megan Kalmoe                                                                                    | 6 min 19 s 90 | Nouvelle-Zélande Sarah Gray Louise Trappitt Fiona Bourke Eve MacFarlane                                                                        | 6 min 23 s 33 |
| Quatre de pointe W4-               | États-Unis Sarah Zelenka Kara Kohler Emily Regan Sara Hendershot                                                                     | 6 min 30 s 30 | Australie Peta White Renee Chatterton Pauline Frasca Kate Hornsey                                                                                      | 6 min 31 s 18 | Pays-Bas Wianka van Dorp Olivia van Rooijen Elisabeth Hogerwerf Femke Dekker                                                                   | 6 min 34 s 06 |
| Quatre de couple poids légers LW4x | Royaume-Uni Stephanie Cullen Imogen Walsh Kathryn Twyman Andrea Dennis                                                               | 4 min 49 s 94 | Chine Pan Dandan Tang Chanjuan Liu Jing Yan Xiaohua | 4 min 52 s 84 | États-Unis Hillary Saeger Nicole Dinion Lindsey Hochman Katherine Robinson                                                                     | 4 min 54 s 62 |
| Huit W8+                           | États-Unis Esther Lofgren Susan Francia Meghan Musnicki Taylor Ritzel Jamie Redman Amanda Polk Caroline Lind Elle Logan Mary Whipple | 6 min 03 s 65 | Canada Janine Hanson Rachelle Viinberg Natalie Mastracci Cristy Nurse Krista Guloien Ashley Brzozowicz Darcy Marquardt Andréanne Morin Lesley Thompson | 6 min 04 s 39 | Royaume-Uni Alison Knowles Jo Cook Jessica Eddie Louisa Reeve Natasha Page Lindsey Maguire Katie Solesbury Victoria Thornley Caroline O'Connor | 6 min 06 s 03 |

### Paralympique
| Épreuves | Or                                                                               | Or            | Argent                                                                                     | Argent        | Bronze                                                                                     | Bronze        |
| -------- | -------------------------------------------------------------------------------- | ------------- | ------------------------------------------------------------------------------------------ | ------------- | ------------------------------------------------------------------------------------------ | ------------- |
| ASM1x    | Royaume-Uni Tom Aggar                                                            | 4 min 58 s 01 | Russie Alexeï Chuvashev                                                                    | 5 min 00 s 09 | Australie Erik Horrie                                                                      | 5 min 04 s 75 |
| ASW1x    | Ukraine Alla Lysenko                                                             | 5 min 39 s 52 | France Nathalie Benoit                                                                     | 5 min 41 s 39 | Israël Moran Samuel                                                                        | 5 min 49 s 97 |
| TAMix2x  | Chine Lou Xiaoxian Fei Tianming                                                  | 4 min 01 s 81 | France Perle Bouge Stéphane Tardieu                                                        | 4 min 02 s 98 | Australie John Maclean Kathryn Ross                                                        | 4 min 05 s 13 |
| LTAMix4+ | Royaume-Uni Pamela Relph Naomi Riches David Smith James Roe Lily van den Broecke | 3 min 27 s 10 | Canada Anthony Theriault David Blair Victoria Nolan Meghan Montgomery Laura Comeau         | 3 min 31 s 84 | Allemagne Anke Molkenthin Christiane Quirin Martin Lossau Michael Schulz Katrin Splitt     | 3 min 33 s 27 |
| IDMix4+  | Hong Kong Liu Wang Sin Lam King Shan Szeto Tung Chun Tsui Kwok Man Chan Tsz Wai  | 3 min 51 s 08 | Allemagne Clara von der Gruen Paula Hamann Fabian Neitzel Maximilian Kunze Florian Schäfer | 4 min 01 s 12 | Italie Giorgia Indelicato Elisabetta Tieghi Luca Varesano Francesco Borsani Federico Zoppi | 4 min 01 s 41 |

## Tableau des médailles par pays
- Pays hôte

| Rang | Nation           | Or | Argent | Bronze | Total |
| ---- | ---------------- | -- | ------ | ------ | ----- |
| 1    | Royaume-Uni      | 7  | 3      | 4      | 14    |
| 2    | Nouvelle-Zélande | 4  | 1      | 4      | 9     |
| 3    | Australie        | 3  | 3      | 4      | 10    |
| 4    | Allemagne        | 2  | 4      | 3      | 9     |
| 4    | Italie           | 2  | 4      | 3      | 9     |
| 6    | États-Unis       | 2  | 1      | 1      | 4     |
| 7    | Chine            | 1  | 1      | 0      | 2     |
| 7    | Tchéquie         | 1  | 1      | 0      | 2     |
| 7    | Grèce            | 1  | 1      | 0      | 2     |
| 10   | Danemark         | 1  | 0      | 2      | 3     |
| 11   | Brésil           | 1  | 0      | 0      | 1     |
| 11   | Hong Kong        | 1  | 0      | 0      | 1     |
| 11   | Ukraine          | 1  | 0      | 0      | 1     |
| 14   | Canada           | 0  | 3      | 2      | 5     |
| 15   | France           | 0  | 2      | 1      | 3     |
| 16   | Biélorussie      | 0  | 1      | 0      | 1     |
| 16   | Russie           | 0  | 1      | 0      | 1     |
| 16   | Suisse           | 0  | 1      | 0      | 1     |
| 19   | Croatie          | 0  | 0      | 1      | 1     |
| 19   | Israël           | 0  | 0      | 1      | 1     |
| 19   | Pays-Bas         | 0  | 0      | 1      | 1     |